# Frane Nonković
Franjo Nonković, detto Frane (Metković, 25 aprile 1939 – Fiume, 5 settembre 2023), è stato un pallanuotista jugoslavo, vincitore di una medaglia d'argento alle olimpiadi di Tokyo 1964.